# Мотике (Республика Сербская)
Мотике (серб. Мотике) —  населённый пункт (посёлок) в общине Баня-Лука (Град Баня-Лука), который принадлежит энтитету Республике Сербской, Босния и Герцеговина. Расположен в 6 км к северо-западу от города Баня-Лука.

## Население
Численность населения посёлка Мотике по переписи 2013 года составила 2 622 человека.
Этнический состав населения населённого пункта по данным переписи 1991 года:
- хорваты — 944 (46,98 %),
- сербы — 941 (46,83 %),
- боснийские мусульмане — 10 (0,49 %),
- югославы — 80 (3,98 %),
- прочие — 34 (1,69 %),
- всего — 2.009